# Brachymenium turgiditheca
Brachymenium turgiditheca är en bladmossart som beskrevs av Hugh Neville Dixon 1938. Brachymenium turgiditheca ingår i släktet Brachymenium och familjen Bryaceae. Inga underarter finns listade i Catalogue of Life.